# Lord-lieutenant du Fife
Ceci est une liste de personnes qui ont servi comme Lord Lieutenant du Fife.
- Colin Lindsay, 3e comte de Balcarres 1688 – date inconnue[1]
- George Lindsay-Crawford, 22e comte de Crawford 17 mars 1794 – 1807
- Thomas Bruce, 7e comte d'Elgin 7 mars 1807 – 1807
- George Lindsay-Crawford, 22e comte de Crawford 20 mai 1807 – 30 juin 1808
- George Douglas, 16e comte de Morton 18 juillet 1808 – 1824
- Thomas Erskine, 9e comte de Kellie 11 juin 1824 – 6 février 1828
- James St Clair-Erskine, 2e comte de Rosslyn 23 février 1828 – 18 janvier 1837
- Robert Ferguson 14 février 1837 – 3 décembre 1840
- Captain James Erskine Wemyss 17 décembre 1840 – 3 avril 1854
- James Bruce, 8e comte d'Elgin 22 avril 1854 – 20 novembre 1863
- James Hay Erskine Wemyss 30 janvier 1864 – 29 mars 1864
- Sir Robert Anstruther, 5e Baronnet 11 juin 1864 – 21 avril 1886
- Victor Bruce, 9e comte de Elgin 5 août 1886 – 18 janvier 1917
- Sir William Robertson 21 mai 1917 – 27 février 1923
- Sir Ralph Anstruther, 6e baronnet 29 mars 1923 – 30 septembre 1934
- Edward Bruce, 10e Comte d'Elgin 5 janvier 1935 – 1965
- Sir John McWilliam 20 janvier 1965 – 7 août 1974
- William Anstruther-Gray, baron Kilmany 1er janvier 1975 – 1980
- Sir John Gilmour, 3e baronnet 28 février 1980 – 1987
- Andrew Bruce, 11e comte d'Elgin 11 décembre 1987 – 1999
- Margaret Dean 13 septembre 1999 – 2015
- Robert William Balfour 22 janvier 2015– présent[2]